# Carl Albrecht Theodor Hugo von Sommerfeld
Carl Albrecht Theodor Hugo von Sommerfeld (ur. 5 stycznia 1833 w Luksemburgu, zm. 28 września 1912 w Blankenburgu) – wieloletni urzędnik państwowy, praktykę odbył przy Sądzie Najwyższym w Berlinie. W 1881 objął stanowisko wiceprezesa rejencji poznańskiej, sześć lat później został prezesem rejencji szczecińskiej (1887–1899). W czasie swojego urzędowania na Pomorzu popierał i znacząco wpłynął na rozwój przemysłu, handlu i żeglugi śródlądowej za co przyznano mu wiele odznaczeń krajowych i zagranicznych (między innymi Order Czerwonego Orła drugiej klasy). Honorowy obywatel miasta Szczecin.